# 金剛右京
金剛 右京（こんごう うきょう、明治5年10月21日（1872年11月21日） - 昭和11年（1936年）3月27日）は、シテ方金剛流能楽師。金剛流宗家（坂戸金剛家）二十三世。

## 概要
東京・麻布飯倉生まれ。金剛流宗家（坂戸金剛家）二十三世。幼名は鈴之助、名は氏慧（うじやす）。父は宗家二十二世金剛泰一郎兵衛氏善。明治17年（1884年）に祖父金剛唯一が死去、父も精神を患い明治20年（1887年）に没し、若年で宗家を背負うこととなった。明治25年（1892年）から京都で弟子筋の金剛謹之輔の指導を受ける。明治37年（1904年）に東京へ帰還して流派の再興を図るが、度重なる不運にみまわれた。芸風は大胆華麗と評され、金剛流独自の離れ技を得意とした。
継嗣が無かったことから、1935年（昭和10年）に家伝の面を三井家（北家）に譲り渡し（現在は三井記念美術館所蔵の重要文化財）、流派断絶を遺言。
同年12月14日、京都から静岡県沼津市の静養先に戻ったところで脳溢血と狭心症を発症。翌1936年（昭和11年）3月27日に死去した。荼毘は沼津で行われた後、告別式が奈良の阿弥陀寺で行われた。